# アラン・ケネディ
アラン・ケネディ（Alan Kennedy、1954年8月31日 - ）は、イングランド・サンダーランド出身の元サッカー選手。元イングランド代表。現役時代のポジションはディフェンダー、左サイドバック。あだ名はバーニー。

## 経歴
1978-79シーズンにリヴァプールFCに加入、テクニックに優れ、攻撃参加を得意とする左サイドバックとして、ウイングの様に度々オーバーラップを見せるなど、ファンの人気を獲得。クラブの黄金期を支えた一人であった。
1980-81シーズンのUEFAチャンピオンズカップ決勝、レアル・マドリード戦では、決勝ゴール決めた。一時はマーク・ローレンソンにポジションを奪われ、1981年のトヨタカップのフラメンゴ戦では遠征に帯同したものの、プレー機会は無かった。1983-84シーズンの同大会決勝、ASローマ戦ではPK戦において、最後のPKキッカーとしてPKを成功させて優勝に貢献した。
イングランド代表としては、1983-84シーズンに開催されたブリティッシュ・ホーム・チャンピオンシップの北アイルランド戦でデビューし、2試合に出場した。

## タイトル
リヴァプールFC
- ファーストディヴィジョン : 1978-79, 1979-80, 1981-82, 1982-83, 1983-84, 1985-86
- FAカップ (4) : 1980-81, 1981-82, 1982-83, 1983-84
- FAチャリティ・シールド (3) : 1979, 1980, 1982
- UEFAチャンピオンズカップ (2) : 1980-81,1983-84